# Farafangana
Farafangana   este un oraș  în  partea de est a Madagascarului, pe malul Oceanului Indian. Este reședința regiunii Atsimo-Atsinanana. Populația orașului este alcătuită din etniile Antefasy, Rabakara și Zafisoro.